# Столбци
Столбци или Стоубци (на беларуски: Стоўбцы; на руски: Столбцы; на полски: Stołpce) е град в Беларус, административен център на Столбцовски район, Минска област. Населението на града е 16 946 души (по приблизителна оценка от 1 януари 2018 г.).

## География
Градът не разположен на 65 км югозападно от столицата Минск.